# Moster fra Mols
Moster fra Mols er en dansk film fra 1943.
- Manuskript Axel Frische.
- Instruktion Grete Frische, Poul Bang og Carl Heger.

## Medvirkende
- Rasmus Christiansen
- Gerda Gilboe
- Inger Stender
- Agis Winding
- Christian Arhoff
- Poul Reichhardt
- Carl Fischer